# Gropenbornskopf
Der Gropenbornskopf im Harz ist ein etwa 595 m ü. NHN hoher, Nordausläufer der Aschentalshalbe nahe Sieber im Landkreis Göttingen in Niedersachsen.

## Geographische Lage
Der Gropenbornskopf liegt im Südharz im Naturpark Harz. Er erhebt sich etwa 2 km östlich von Sieber, einem Ortsteil von Herzberg am Harz. Rund 150 m nordwestlich seines Gipfels ist topographischen Karte ein Messpunkt auf 581,2 m ü. NHN zu entnehmen. Nördlich des Gropenbornskopfs fließt die Sieber, in die westlich der Erhebung die südlich ihres Gipfels entspringende und dann entlang seiner Westseite fließende Gropenborn mündet.

## Quelle
- Topographische Karte 1:25000, Nr. 4328 Bad Lauterberg im Harz